# Komponente Aérea Leijeira
| Kommandant                                       | Informationen          |
| ------------------------------------------------ | ---------------------- |
| Oberst Cornélio Ximenes (Maunana)                | ab 14. Januar 2009     |
| Kapitänleutnant João da Silva                    | 2013 – 2016            |
| Oberstleutnant Benedito Dias Quintas „Punu Fanu“ | 6. Oktober 2016 – 2019 |
| Leutnant Armindo Nunes dos Santos                | ab 15. Juli 2019       |
| Oberst Hélder da Costa                           | seit 12. April 2022    |

Insigne der Komponente Aérea Leijeira

Die Komponente Aérea Leijeira CAL (portugiesisch Componente Aérea Ligeira, deutsch Leichte Luftkomponente) ist die Luftwaffe der Verteidigungskräfte Osttimors. Kommandant ist (Stand 2025) Oberst Hélder da Costa. Sein Stellvertreter ist Major Salustiano de Vasconcelos. Ihren Stützpunkt hat die CAL auf dem Flughafen Presidente Nicolau Lobato in Dili.

## Geschichte

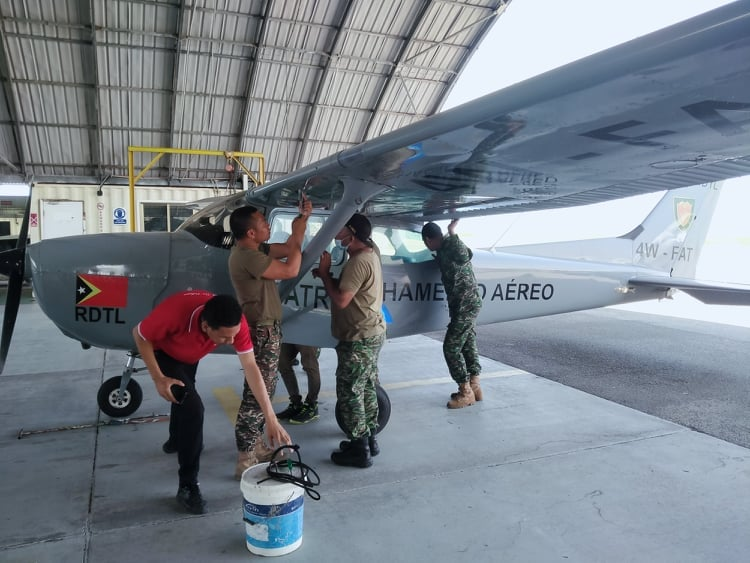
Cessna 172P der Verteidigungskräfte Osttimors

2012 erhielten Captain Fredelino Ole aus Oe-Cusse Ambeno und Captain Pedro Ximenes Belo aus Baucau als erste osttimoresische Offiziere den Hubschrauberpilotenschein. Entsprechendes Fluggerät wurde aber nicht angeschafft. Seit 2018 verfügt die Abteilung über eine Cessna 172P. Das Luftfahrzeugkennzeichen lautet 4W-FAT. Die Maschine wurde von der Fluggesellschaft Aero Dili übernommen.
Die offizielle Gründung der Leichten Luftkomponente fand am 23. Juni 2021 statt. 2022 stellten die USA Osttimor eine Cessna 206 als zweites Flugzeug zur Verfügung. Sie erhielt das Kennzeichen 4W-FAM.

## Aufgaben
Die Luftwaffe soll das Seegebiet überwachen, um illegale Fischerei zu bekämpfen.